# Războiul lumilor: A doua invazie
Războiul lumilor: A doua invazie (în engleză War of the Worlds 2: The Next Wave) este un film științifico-fantastic din 2008, direct pe DVD, regizat de și cu C. Thomas Howell în rolul principal. Filmul a fost produs și distribuit independent de The Asylum.
Filmul este o continuare a filmului Războiul lumilor, o adaptare a romanului omonim al lui H. G. Wells din 1898 și un mockbuster a ecranizării aceluiași roman de către DreamWorks / Paramount. Tonul filmului și intriga generală diferă semnificativ de primul film și reciclează elemente din roman.
Filmul este plasat la doi ani după invazia extraterestră inițială, urmărind rămășițe ale rasei umane care lansează un atac asupra planetei Marte pentru a contracara un al doilea atac. C. Thomas Howell reia rolul lui George Herbert.

## Rezumat
George Herbert explică că, în ciuda anilor de căutare a vieții extraterestre, omenirea nu s-a așteptat niciodată la invazia care a devastat civilizația umană în anarhie și că extratereștrii au fost uciși din cauza lipsei de imunitate la bacteriile din sângele uman pe care l-au consumat. Doi ani mai târziu, un oraș este populat de refugiați tăcuți, inclusiv personajele Shackleford și Sissy. Deodată, trei tripozi aterizează în oraș. Oamenii sunt loviți de o rază de căldură. Shackleford ia o mostră din sângele lui Sissy, cu care se injectează.
În Washington, societatea americană nu și-a revenit după invazie. George Herbert recunoaște o interferență statică familiară la radio, așa cum s-a auzit în timpul primei invazii și îi dezvăluie maiorului Kramer și unei echipe de oameni de știință că studiile sale arată că extratereștrii creează o gaură de vierme între Pământ și Marte pentru a declanșa un alt val de atacuri. O flotă de avioane de vânătoare, care par să aibă capacități de zbor în spațiul cosmic datorită tehnologiei extraterestre, atacă astfel planeta Marte. George se întoarce acasă după fiul său Alex, doar pentru a găsi un tripod în afara casei sale, care îl răpește pe Alex. El evadează într-un oraș abandonat și se trezește în dimineața următoare și găsește un bărbat pe nume Pete care fuge de pe un tripod. George se aruncă în fața tripodului pe care-l atacă dar se trezește în interiorul acestuia împreună cu Pete. Ambii scapă de aici cu Sissy, în timp ce marțienii încep o a doua invazie, atacând Londra și Parisul. Maiorul Kramer conduce flota de avioane pentru a urmări nava-mamă extraterestră înapoi pe Marte.
George, Pete și Sissy sunt în orașul de la începutul filmului, dar li se pare ceva ciudat; Shackleford dezvăluie că orașul este creat de tripozi pentru ca oamenii capturați de tripozi să trăiască pe Marte. Shackleford vrea să distrugă extratereștrii în același mod în care au făcut-o bacteriile în timpul primei invazii. Shackleford și Sissy mor din cauza unui virus letal tripozilor, iar el îl convinge pe George să-și injecteze sângele infectat. George și Pete sunt răpiți din nou și ajung în interiorul navei-mamă, unde îl găsesc pe Alex într-un cocon. Acolo, George își injectează sângele infectat într-un nod care conține un creier conectat telepatic la toți tripozii și astfel oprește invazia. George, Pete și Alex evadează exact când nava-mamă explodează. George supraviețuiește infecției, iar oamenii sărbătoresc în timp ce ascultă radioul, care are iarăși o interferență statică, ceea ce indică o a treia invazie, iar personajele au câteva momente de tăcere înainte de finalul filmului.

## Distribuție
- C. Thomas Howell – George Herbert (nume bazat pe primele două nume ale lui H. G. Wells, Herbert George)
- Christopher Reid – Peter Silverman
- Dashiell Howell – Alex Herbert
- Fred Griffith⁠(d) – maiorul Kramer

## Recepție
Blu-Ray.com a acordat filmului 1,5 stele dintr-un total de 5, constatând că, „în timp ce începe bine, se destramă repede, devenind un talmeș-balmeș”.

## Diferențe față de roman
Războiul lumilor 2: A doua invazie este în mod semnificativ diferit ca ton față de predecesorul său. În timp ce Războiul lumilor s-a păstrat relativ fidel romanului, cu accent pe realism și umanitate, mai degrabă decât asupra extratereștrilor, Războiul lumilor 2 prezintă elemente de science-fiction considerabil mai ciudate, renunțând la atmosfera de groază al primului film pentru o premisă de acțiune și aventură. Intriga filmului este în mare parte originală, personajele sale de asemenea, deși prezintă elemente din Războiul lumilor care au fost excluse din primul film.
- Spre deosebire de roman, oamenii sunt descriși ca având un efect și competență considerabile în lupta împotriva extratereștrilor. Personajul Artileristul are posibilitatea de a doborî și de a studia o mașină de luptă și de a construi altele noi cu piloți umani pentru a respinge invadatorii. Oamenii sunt văzuți folosind avioane care au fost îmbunătățite cu tehnologia extratereștrilor pentru a lupta împotriva invadatorilor.
- Primul film a făcut eforturi pentru a deghiza moștenirea marțiană a extratereștrilor (deși regizorul David Michael Latt a confirmat că extratereștrii erau într-adevăr marțieni). În Războiul lumilor 2, se descoperă între evenimente că extratereștrii provin de pe Marte - deși în loc să fie lansate direct de pe planetă, ca în roman, navele lor par să fie teleportate în spațiul apropiat Pământului printr-o gaură de vierme.
- În roman, marțienii sunt văzuți răpind oameni, purtându-i și plasându-i în cuști metalice purtate de tripozi.  În Războiul lumilor 2, tripozii folosesc un fel de teleportare pentru a-și plasa prizonierii în interiorul lor.

## Coloana sonoră
Muzica filmului a fost compusă de Ralph Reickermann, un fost compozitor al The Asylum. Filmul conține single-ul „You Came into my Life”, cu vocea cântărețului John Brown Reese.